# (13646) 1996 HC12
A (13646) 1996 HC12 a Naprendszer kisbolygóövében található aszteroida. Eric Walter Elst fedezte fel 1996. április 17-én.